# Muccia
Muccia är en ort och kommun i provinsen Macerata i regionen Marche i Italien. Kommunen hade 878 invånare (2018).